# Dalquestia formosa
Dalquestia formosa is een hooiwagen uit de familie Globipedidae.